# San Vicente (Ilocos Sur)
San Vicente es un municipio de quinta categoría situado en la provincia de Ilocos Sur en Filipinas. Según el censo de 2000, cuenta con 10.877 habitantes en 2.248 hogares.
El municipio es conocido por su producción de mobiliario de narra y de otras maderas tropicales.

## Barangays
San Vicente tiene 7 barangays.
| - Bantaoay - Bayubay Norte - Bayubay Sur - Lubong - Población - Pudoc - San Sebastián |